# Lacuna Coil (EP)
Lacuna Coil è il primo EP del gruppo musicale italiano omonimo, pubblicato nel 1998 dalla Century Media Records.
Nel 2005 l'EP è stato ripubblicato in edizione rimasterizzata insieme a Halflife nella raccolta The EPs.

## Tracce
1. No Need to Explain – 3:37
2. The Secret... – 4:16
3. This Is My Dream – 4:06
4. Soul into Hades – 4:55
5. Falling – 5:41
6. Un fantasma tra noi (A Ghost Between Us) – 5:24

## Formazione
Gruppo
- Cristina Scabbia – voce
- Andrea Ferro – voce
- Marco Coti Zelati – basso
- Raffaele Zagaria – chitarra
- Claudio Leo – chitarra
- Leonardo Forti – batteria

Altri musicisti
- Waldemar Sorychta – tastiera

Produzione
- Waldemar Sorychta – produzione